# Під Корсунем
«Під Корсунем» — історично-пригодницька повість українського письменника Адріана Кащенка. В повісті описується відома для українців подія коли гетьман Богдан Хмельницький розбив польське військо і взяв в полон гетьманів Речі Посполитої.

## Сюжет
До Корсуня вертається козак Микита Галаган він був в вигнанні через то що постійно повставав проти поляків йому допоміг повернуться Богдан Хмельницький. Там закохується в доньку реєстрового козака Данила Цимбалюка Прісю яка боїться, щоб чоловік знов не пішов на війну. Але до хати Цимбалюків приходить козак перевдягнаний кобзарем який повідомляє що Богдан Хмельницький готує нове повстання проти Польщі. І весь Корсунь перетворюється в гамірне місто тому що до них прийшло польське військо гетьманами. І польський командувач сподобав Прісю і за це його зарубав Микита і тому він втік з міста де разом зібрав загін козаків і допоміг Хмельницькому в цій битві.

## Цікаві факти
Микита Галаган дійсно існував він допоміг козакам набрехавши полякам невірні відомості і щоб він їм повірили, піддав себе тортурами.